# Глюкштейн, Даниэль
Даниэ́ль Глюкште́йн (фр. Daniel Gluckstein) (род. 3 марта 1953, Париж) — французский политик-троцкист, член Партии трудящихся, с 1991 года по 2008 год её лидер (Национальный секретарь). Партийный псевдоним — сельджук.
В политическую жизнь включился в 1968 году, вступив в Революционную коммунистическую лигу. Бывший профессор истории. На президентских выборах 2002 года занял последнее место с 0,47 %.
Женат, отец троих детей.